# Густава Каролина Мекленбург-Стрелицкая
Густава Каролина Мекленбург-Стрелицкая (нем. Gustave Caroline von Mecklenburg-Strelitz; 12 июля 1694, Стрелиц, герцогство Мекленбург-Стрелиц, Священная Римская империя — 13 апреля 1748, Шверин, герцогство Мекленбурн-Шверин, Священная Римская империя) — немецкая принцесса из дома Мекленбургов, урождённая принцесса Мекленбург-Стрелицкая; в замужестве — герцогиня Мекленбургская, или Мекленбург-Шверинская.

## Биография
Принцесса Густава Каролина родилась 12 июля 1694 года. Она была четвёртой дочерью и младшим ребёнком Адольфа Фридриха II, герцога Мекленбургского и его первой жены принцессы Марии Мекленбург-Гюстровской. Принцесса приходилась младшей сестрой Адольфу Фридриху III, герцогу Мекленбургскому. Через третий брак отца она была тётей принцессы Шарлотты Мекленбургской, королевы Великобритании.

### Брак и потомство
13 ноября 1714 года принцесса Густава Каролина вышла замуж за своего двоюродного брата принца Кристиана Людвига Мекленбургского, сына Фридриха, герцога Мекленбург-Грабовского и принцессы Кристины Вильгельмины Гессен-Гомбургской. В 1747 году принц Кристиан Людвиг стал герцогом Мекленбургским под именем Кристиана Людвига II, и принцесса Каролина получила титул герцогини Мекленбургской.
В этом браке родились пятеро детей:
- принц Фридрих Мекленбург-Шверинский (9.11.1717 — 24.04.1785), герцог Мекленбург-Шверинский под именем Фридриха II Благочестивого, 2.03.1746 сочетался браком с принцессой Луизой Фридерикой Вюртембергской (3.02.1722 — 2.08.1791);
- принц Людвиг Мекленбург-Шверинский (6.08.1725 — 12.09.1778), 13.05.1755 сочетался браком с принцессой Шарлоттой Софией Саксен-Кобург-Заальфельдской (24.09.1731 — 2.08.1810);
- принцесса Ульрика София Мекленбург-Шверинская (1.07.1723 — 17.09.1813), аббатиса Рюнского монастыря[нем.];
- принцесса Луиза Мекленбург-Шверинская (род. и ум. 1730), умерла в младенчестве;
- принцесса Амалия Мекленбург-Шверинская (8.03.1732 — 24.09.1775), канонисса в Херфордском монастыре.

Герцогиня Густава Каролина умерла 13 апреля 1748 года. Она была похоронена в крипте церкви Святого Николая в Шверине.